# Bahía Honda (Kolumbien)
Die Bahía Honda (deutsch: tiefe Bucht) ist eine Bucht in La Guajira, Kolumbien. Sie ist die mittlere der drei Buchten an der Nordseite der Guajira-Halbinsel und liegt zwischen der Bahía Portete im Südwesten und der Bahía Hondita im Nordosten. Sie hat eine Fläche von ungefähr 9500 Hektar und eine maximale Ausdehnung von ungefähr 11 km. Der Einlass zur Bucht zwischen den Kaps Punta Cañón (auch Punta Kaguares genannt) im Westen und Punta Soldado im Osten ist ungefähr 5 km breit.
An der Bahía Honda soll der Spanier Alonso de Ojeda am 3. Mai 1502 Santa Cruz, die erste europäische Siedlung auf dem südamerikanischen Festland, gegründet haben. Die Lage der Siedlung ist jedoch umstritten, gewisse Historiker verorten sie stattdessen an der Bahía de Cocinetas (auch Laguna de Cocinetas oder Bahía de Castilletes genannt). Diese liegt ebenfalls an der Guajira-Halbinsel, aber an der Südseite an der heutigen kolumbianisch-venezolanischen Grenze.